# Sabrina P. Ramet
Pour les articles homonymes, voir Ramet.
Sabrina Petra Ramet, née le 26 juin 1949 à Londres, est une universitaire, rédactrice en chef et journaliste américaine. À dix ans, elle quitte le Royaume-Uni pour s'installer aux États-Unis avec sa famille. Elle étudie à l'université Stanford puis obtient un master en relations internationales à l'université de l'Arkansas en 1974 avant de faire une thèse en sciences politiques à l'université de Californie à Los Angeles en 1981.
Assignée homme à sa naissance, elle fait une transition de genre dans les années 1980. 
Spécialiste de l'histoire et de la politique de l'Europe de l'Est, elle est professeure de sciences politiques à l' Université norvégienne de sciences et de technologie (NTNU) à Trondheim. Elle a publié une quinzaine d'ouvrages.